# Jerzy Kuncewicz
Jerzy Kuncewicz (ur. 31 marca 1893 w Jakubówce, zm. 14 marca 1984 w Lublinie) – polski literat, prawnik, urzędnik ministerialny, polityk i działacz społeczny. Mąż Marii.

## Życiorys
Jerzy Kuncewicz urodził się w rodzinie inteligenckiej o szlacheckim rodowodzie. Był uczniem szkoły handlowej w Lublinie. Studia, rozpoczęte w Liège, ukończył w Polsce, po dwuletnim internowaniu przez władze niemieckie z powodu działalności narodowo-wyzwoleńczej. Z przekonań politycznych – ludowiec. Pracował jako nauczyciel przyrody w Lublinie. Po ukończeniu studiów prawniczych pracował jako adwokat. Uczestniczył w wojnie polsko-bolszewickiej jako kawalerzysta. Po wojnie  ukończył studia prawnicze Uniwersytecie Warszawskim i ożenił się z Marią ze Szczepańskich. Był adwokatem, a także pracował w Ministerstwie Opieki Społecznej jako kierownik Wydziału Opieki nad Dziećmi i Młodzieżą.
10 września 1939, wraz z żoną i synem udał się na emigrację. Z rodziną spędził prawie dwadzieścia lat w Wielkiej Brytanii, Włoszech, Hiszpanii, Francji i USA. Był między innymi współtwórcą i prezesem Stronnictwa Ludowego „Wolność”, działającego w latach 1945—1970 w Londynie. Do Polski powrócił w latach 60. Wprowadził żonę do Związku Zawodowego Literatów Polskich. Do czynnej działalności politycznej nie powrócił. Był managerem i kierowcą swojej żony - popularnej pisarki.
Syn, Witold, po śmierci rodziców zamieszkał na stałe w Stanach Zjednoczonych.

## Kuncewiczówka
W latach 1934–36 wybudowano w Kazimierzu Dolnym dom, obecnie przy ul. Małachowskiego 19, zaprojektowany przez Karola Sicińskiego z inicjatywy Jerzego Kuncewicza. Nieregularny, skomponowany z trzech części budynek, otoczony od południa tarasem, wkomponowany w naturalnym drzewostan i, zaprojektowany przez Jana Dybowskiego, ogród, był bardzo nowoczesny w formie. Przez trzy lata do wybuchu II wojny światowej stanowił letnią rezydencję Kuncewiczów – w tym czasie wraz z synem Witoldem mieszkali w Warszawie. Tutaj powstawały dzieła Marii Kuncewiczowej. Po wybuchu wojny rodzina opuściła Polskę wraz z wieloma osobistościami kultury i sztuki polskiej, którzy byli częstymi gośćmi willi w Kazimierzu (m.in. Julian Tuwim, Antoni Słonimski, Kazimierz Wierzyński, Mieczysław Grydzewski, Stanisław Baliński). Po wojnie "Dom pod Wiewiórką" nadal nie był stałą siedzibą Kuncewiczów, zimowe miesiące roku spędzali poza granicami kraju, głównie w Rzymie. Na przełomie lat 50. i 60. ponownie zaczął spełniać rolę letniego miejsca spotkań elity kulturalnej tamtego okresu. Dopiero po śmierci Jerzego Kuncewicza w 1984, jego żona zamieszkała tam na stałe i przebywała do końca życia (zmarła 15 lipca 1989 roku).
Od 1985 obiekt wpisany jest do rejestru zabytków. W latach 1991–2005 domem opiekowała się Fundacja Kuncewiczów założona przez Witolda Kuncewicza zgodnie z wolą matki, a kierowana przez Edwarda Balawejdera. Uchwałą Nr XXVII/380/04 Sejmiku Województwa Lubelskiego z dnia 8 listopada 2004 wykupiono Kuncewiczówkę z rąk właściciela (przy wsparciu Ministerstwa Kultury i Dziedzictwa Narodowego) i w lutym 2005 przekazano posesję Muzeum Nadwiślańskiemu w Kazimierzu Dolnym. 22 grudnia 2006, po remoncie i modernizacji, dokonano ponownego otwarcia połączonego z prezentacją nowej, stałej ekspozycji.

## Dorobek publicystyczny i literacki (wybór)
- Konstytucja 3 maja. 1918. [esej]
- Przebudowa. Rzecz o życiu i ustroju Polski. Towarzystwo Wydawnicze w Warszawie. Kraków. 1930.
- Na nowych drogach. Próba programu z uwzględnieniem potrzeby koniecznej przebudowy życia gospodarczo-społecznego i państwowego. Wyd. "Piast". Cieszyn. 1934.
- Awangarda i maruderzy. 1938.
- Republika globu. 1938. [esej]
- Na nowych drogach. [A party programme.] Grupa członków Stronnictwa Ludowego. 1943.
- Meeting with to-morrow: Study in world problems. Express. Monachium. 1945. LCCN 84135958.
- O pełne wyzwolenie człowieka. Wydawnictwo Światowego Związku Polaków z Zagranicy. Londyn. 1945. LCCN 62046038.
- Biały wróbel i trzy inne sztuki. Oficyna Poetów i Malarzy. Londyn. 1973. ISBN 0-902571-48-6.
- Nieskończoność a rzeczywistość. Oficyna Poetów i Malarzy. Londyn. 1974. ISBN 0-902571-68-0. LCCN 78345809.
- Pięćdziesiąt lat faktów i myśli. Seria: Dzieła wybrane Marii i Jerzego Kuncewiczów. Ludowa Spółdzielnia Wydawnicza. Warszawa. 1980. ISBN 83-205-3255-8. LCCN 81152085.
- Wieczna przemienność. Seria: Dzieła wybrane Marii i Jerzego Kuncewiczów. Ludowa Spółdzielnia Wydawnicza. Wyd. I. Warszawa. 1983. ISBN 83-205-3517-4.
- Wyspy pamięci. Ludowa Spółdzielnia Wydawnicza. Wyd. I. 1985. ISBN 83-205-3702-9. LCCN 86108423.
- Wyspy pamięci. Seria: Dzieła wybrane Marii i Jerzego Kuncewiczów. Wydawnictwo Lubelskie. Lublin. 1989. ISBN 83-222-0589-9.
- Przebudowa: rzecz o życiu i ustroju Polski. Seria: Dzieła wybrane Marii i Jerzego Kuncewiczów. Wydawnictwo Lubelskie. Lublin. 1990. ISBN 83-222-0607-0.
- Wieczna przemienność. Wydawnictwo Lubelskie. Lublin. 1990. ISBN 83-222-0581-3.
- Szaleństwo Kaczora. [nowela]